# 劳里·维尔塔宁
劳里·维尔塔宁（芬蘭語：Lauri Virtanen，1904年8月3日—1982年2月8日），芬兰男子田径运动员，主攻长跑。他曾代表芬兰参加1932年夏季奥林匹克运动会田径比赛，获得男子5000米和男子10000米二枚铜牌。